# Papa Amadou Diallo
Papa Amadou Diallo (* 25. Juni 2004 in Saint-Louis) ist ein senegalesischer Fußballspieler.

## Verein
Diallo stammt aus der Jugend von Académie Galaxy Sport sowie der AS Génération Foot. Bei letzterem debütierte er als 16-Jähriger 2021 in der Ersten Liga und gewann später auch die nationale Meisterschaft des Senegals. Im Februar 2023 folgte dann der Wechsel zum französischen Erstligisten FC Metz, wo er zu Beginn für die viertklassige B-Mannschaft aktiv war, aber noch in derselben Spielzeit sein Profidebüt gab. Am 20. Mai 2023 wurde Diallo beim Auswärtsspiel gegen EA Guingamp (1:1) in der 81. Minute für Cheikh Sabaly eingewechselt.

## Nationalmannschaft
Am 14. Januar 2023 debütierte der 1,82 Meter große Diallo für die senegalesische A-Nationalmannschaft in der Gruppenphase der Afrikanischen Nationenmeisterschaft gegen die Elfenbeinküste. Beim 1:0-Erfolg im Stade 19 Mai 1956 von Annaba wurde er in der 71. Minute für Leverton Pierre eingewechselt. Senegal gewann später das in Algerien ausgetragene Turnier, Diallo kam in allen sechs Spielen zum Einsatz und schoss dabei zwei Tore.
Im März 2023 gewann der Stürmer dann mit der U-20-Ausahl des Senegals den Afrika-Cup in Ägypten. Auch hier kam er in allen sechs Partien des Wettbewerbs zum Einsatz und erzielte dabei zwei Treffer.

## Erfolge
Verein
- Senegalesischer Meister: 2023

Nationalmannschaft
- U-20-Afrika-Cup: 2023
- Afrikanische Nationenmeisterschaft: 2023